# Camillo Mazzella
Camillo Mazzella (ur. 10 lutego 1833 w Vitulano, zm. 26 marca 1900 w Rzymie) – włoski duchowny rzymskokatolicki, jezuita, kardynał.

## Życiorys
Święcenia kapłańskie przyjął 8 września 1855 w Benewencie. Kreowany kardynałem diakonem  S. Adriano al Foro  w 1886. Prefekt Kongregacji ds. Świętego Indeksu (1889-1893), następnie prefekt  Świętej Kongregacji ds. Studiów (1893-1889). Kardynał prezbiter  S. Maria in Traspontina (1896-1897), następnie kardynał biskup Palestriny.